# محاصره ارزروم
محاصره ارزروم در اوت ۵۰۲ در مراحل اولیه جنگ آناستازی به وقوع پیوست. شاه ساسانی، قباد یکم، شهر ارزروم که یکی از پایگاه‌های اصلی امپراتوری بیزانس در ارمنستان غربی بود را به محاصره خود درآورد. نیروهای رومی در شهر مستقر نشده بودند و دیوارهای آن هم ضعیف بودند، و پس از مقاومتی کوتاه تسلیم شد، که شاید در این پیروزی، عواملی همچون جمعیت محلی هم تأثیر داشته‌اند. شاه ایران با شهرواندان با مدارا برخورد کرد، اما کنستانتین، حکمران شهر را به اسارت گرفت.